# Pocrí (Los Santos)
Pocrí è un comune (corregimiento) della Repubblica di Panama situato nel distretto di Pocrí, provincia di Los Santos, di cui è capoluogo. Si estende su una superficie di 57,6 km² e conta una popolazione di 1.002 abitanti (censimento 2010).